# Libuše Hrabová
Libuše Hrabová (2. října 1928 Ostrava – 17. listopadu 2023 Hranice) byla česká historička, specializující se na středověké dějiny.

## Životopis
Libuše Hrabová působila mezi léty 1952 a 1970 na Filozofické fakultě Univerzity Palackého nejprve jako odborná asistentka a později jako docentka (habilitace 1969). Po propuštění z univerzity v roce 1970 pracovala jako knihovnice ve Státní vědecké knihovně v Olomouci a v roce 1983 odešla do důchodu. V roce 1990 se vrátila Filozofickou fakultu Univerzity Palackého jako profesorka, kde působila od září 2009 jako emeritní profesor.
Odborně se zabývala středověkou historiografií, dějinami Polabských Slovanů a christianizací.
V 2012 byla nominována na Cenu Milady Paulové. V roce 2014 byla oceněna Cenou Františka Palackého. V září 2020 obdržela Stříbrnou pamětní medaili předsedy Senátu Parlamentu ČR. V listopadu 2023 jí udělil děkan FFUP Medaili za zásluhy o Filozofickou fakultu Univerzity Palackého.

## Dílo
- K otázce vzniku a vývoje státu u Polabských Slovanů, Československý časopis historický, 4, 1955 s. 642-668
- Ekonomika feudální državy olomouckého biskupství ve 2. polovině 13. století: Die Oekonomik der feudalen Grundherrschaft des Olmützer Bistums in der 2. Hälfte des 13. Jahrhunderts. Praha: Státní pedagogické nakladatelství, 1964. 134 s.
- Geschichte der Elbslawen und Prussen im Bilde der humanistischen Historiographie. První vydání. Praha: Státní pedagogické nakladatelství, 1991. 121 stran. Acta Universitatis Palackianae Olomucensis. Facultas philosophica. Supplementum; 32-1991. ISBN 80-7067-072-X.
- Stopy zapomenutého lidu: obraz dějin Polabských Slovanů v historiografii. Vyd. 1. České Budějovice: Veduta, 2006. 323 s. IMXI – Světové dějiny; sv. 1. ISBN 80-86829-18-9.
- Adam Brémský, Činy biskupů hamburského kostela, překlad z latiny a úvod (s. 5–41), Praha: Argo, 2009. ISBN 978-80-257-0167-6.
- Kniha jako svědek. Příběhy skryté v rukopisech a tiscích ve fondu Vědecké knihovny v Olomouci. Olomouc: Vydavatelství Filozofické fakulty UP, 2018. ISBN 978-80-88278-12-2.

#### Beletrie
- Hermetikon – pověst. Hranice: Vlastním nákladem k 95. narozeninám autorky. 2023. ISBN 978-80-11-03809-0.